# Klášter Rosikon
Klášter svatého Panteleimona (Pantaleona) (řecky: Άγιος Παντελεήμων – Aghios Panteleimon, rusky: Пантелеймонов, zřejmě známější jako Ρωσσικόν – Rossikón), je jeden z klášterů na hoře Athos. Klášter je předposledním v hierarchii 20 klášterů na svaté hoře Athos.
Byl založen v 11. století a reformován v 19. století. Je zasvěcen svatému Pantaleonovi. Obývají ho ruští pravoslavní mniši.